# Jörgen Nielsen
Karl Erik Jörgen Nielsen född den 3 juni 1909 i Danmark, död den 20 december 1983 i Vantörs församling Stockholm, var en svensk tyngdlyftare,

## Biografi
Nielsen blev svensk mästare i tyngdlyftning enarmslyft 1936 och 1937 samt tvåarmslyft 1934, 1937 och 1941. Han vann även flera lopp med motorbåt (passbåt) som till exempel Mälaren Runt, och tävlade i friidrott.
Hösten 1954 gav sig Jörgen av på moped av fabrikat Monark med motor från Fichtel & Sachs i ambition att nå Kapstaden, detta som ett led i en marknadsföringskampanj för sin egen motorverksamhet som han vid tiden bedrev. Hemmavid fanns hustru och barn. Våren 1955 nås Jörgen av besked om att hans hustru avlidit och resan får avbrytas. Resan och vedermödorna har Jörgen själv beskrivit i boken På moped genom Europa, Sahara och Afrikas djungel som kom att tryckas i tre upplagor under åren 1980–1981.